# Marco Cimatti
Marco Augusto Guglielmo Cimatti (ur. 13 lutego 1912 w Bolonii, zm. 21 maja 1982 tamże) – włoski kolarz torowy, szosowy i przełajowy, złoty medalista olimpijski.

## Kariera
Największy sukces w karierze Marco Cimatti osiągnął w 1932 roku, kiedy wspólnie z Nino Borsarim, Paolo Pedrettim i Alberto Ghilardim zdobył złoty medal w drużynowym wyścigu na dochodzenie podczas igrzysk olimpijskich w Los Angeles. Był to jedyny medal wywalczony przez Cimattiego na międzynarodowej imprezie tej rangi, był to także jego jedyny start olimpijski. Startował również w wyścigach szosowych, wygrywając między innymi Giro dell'Emilia w 1934 roku i wyścig Mediolan–Modena w 1939 roku. W 1937 roku wystartował w Giro d’Italia i po trzech etapowych zwycięstwach zajął 26. miejsce w klasyfikacji generalnej. Wygrał także pierwszy etap w 1938 roku, ale ostatecznie wyścigu nie ukończył. W 1933 roku zdobył srebrny medal mistrzostw kraju w kolarstwie przełajowym, a rok później był trzeci. Nigdy nie zdobył medalu na szosowych, przełajowych ani torowych mistrzostwach świata.